# Amplicephalus angolus
Amplicephalus angolus är en insektsart som beskrevs av Rauno E. Linnavuori och Delong 1977. Amplicephalus angolus ingår i släktet Amplicephalus och familjen dvärgstritar. Inga underarter finns listade i Catalogue of Life.